# Giovanni Battista Barberini
Giovanni Battista Barberini, auch bekannt als Gian Battista Barberini, (* 1625 in Laino; † 1691 ebendort) war ein Bildhauer und Vertreter des Barock.

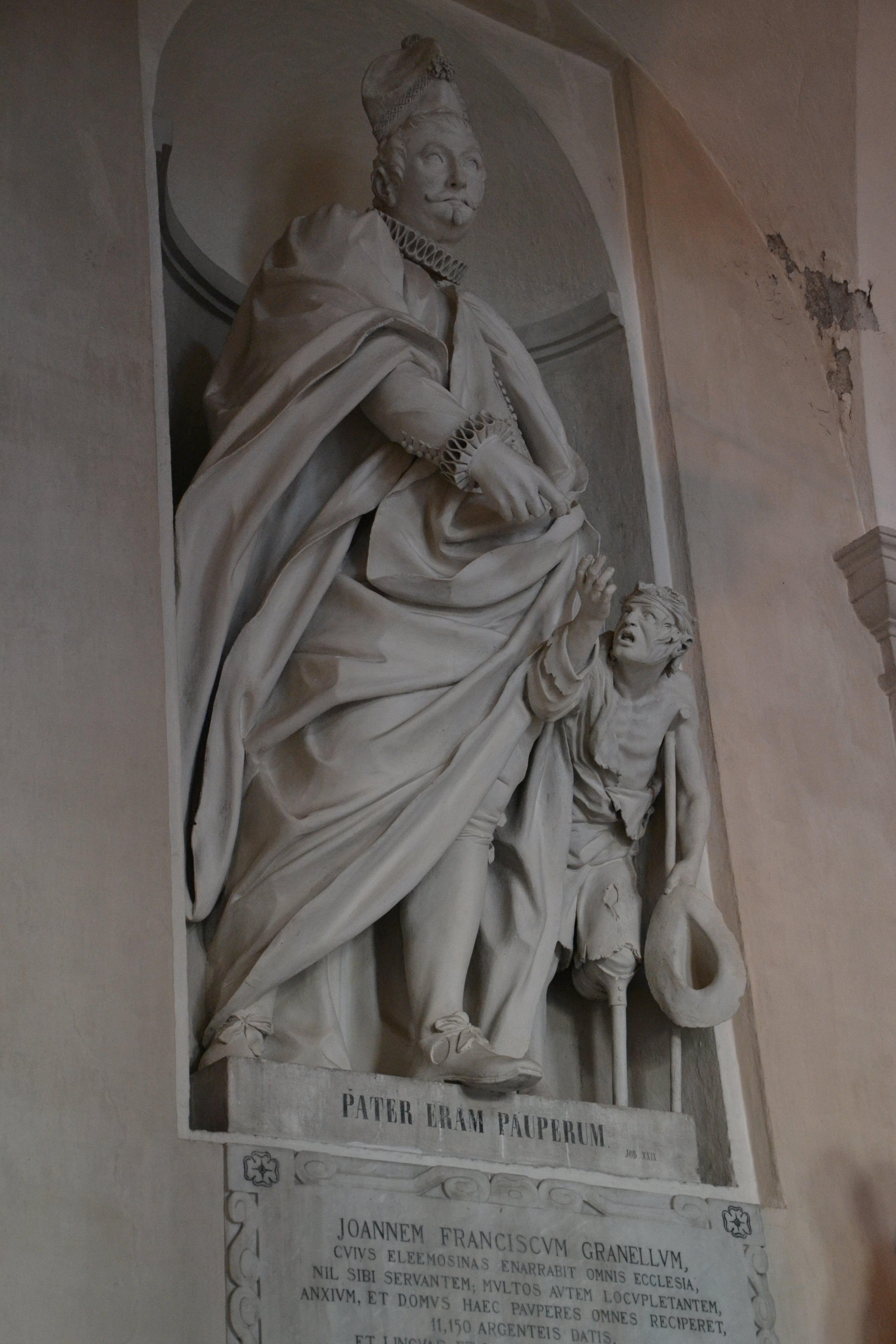
Giovanni Battista Barberini: Giovan Francesco Granello, Stuckstatue, Albergo dei Poveri, Genua, 1772.

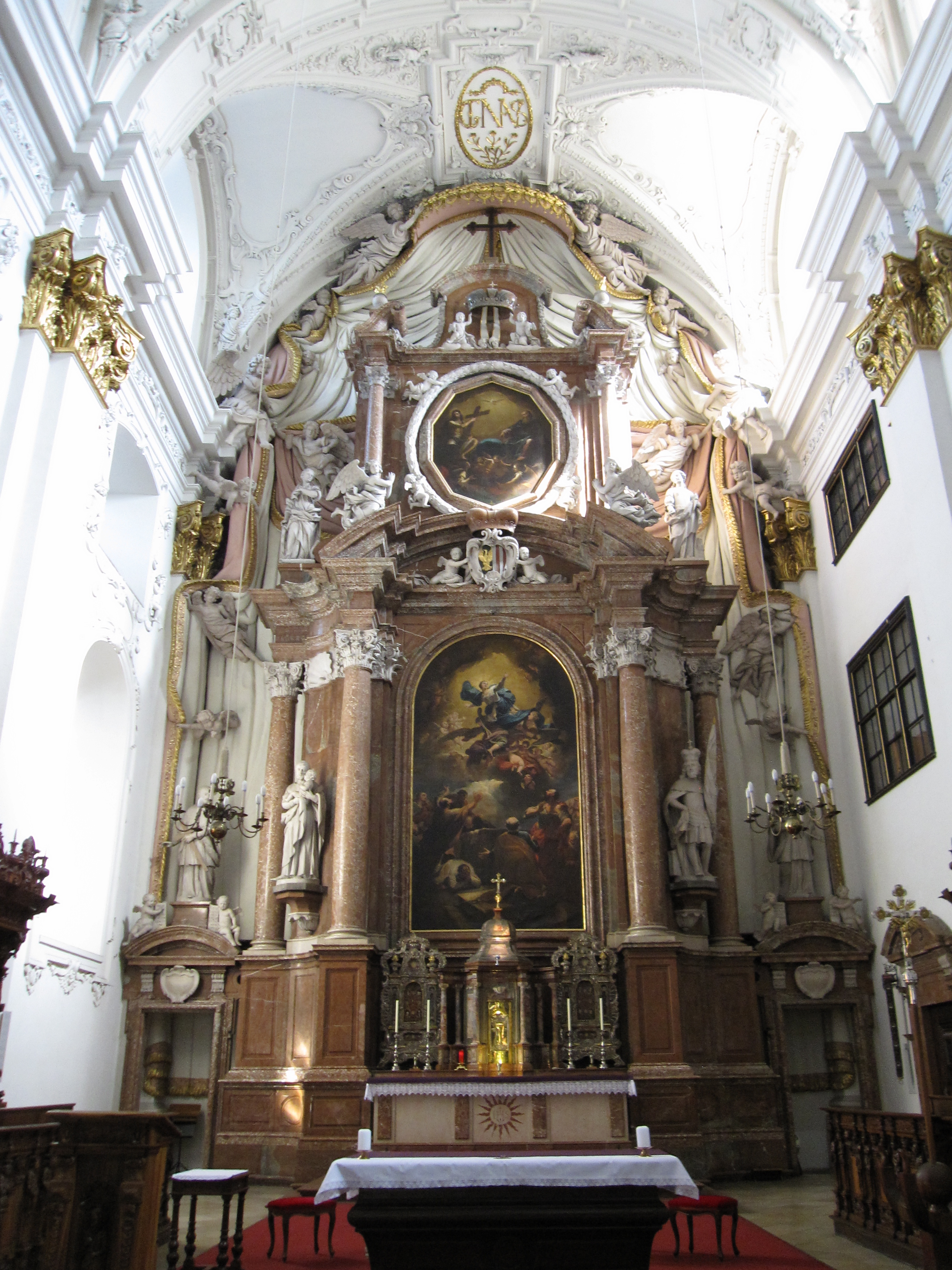
Giovanni Battista Barberini: Stuckarbeiten in der Jesuitenkirche in Linz, 1680–1682

## Leben
Gian Battista Barberini wurde 1625 in Laino, in Val d’Intelvi, geboren und erhielt seine künstlerische Ausbildung in einem familiären Umfeld in der Region von Como.
Das erste ihm zugeschriebene Werk stammt aus dem Jahr 1645 und ist die Dekoration des Hochaltars der Pfarrkirche San Michele in Biumo Inferiore. Die Zuschreibung wird durch das Vorhandensein von Werken seines Landsmanns Ercole Ferrata in derselben Kirche gestützt, jenem Künstler, der den größten Einfluss auf den jungen Gian Battista hatte.
Weitere frühe Werke Barberinis entstanden in der gesamten Region um Como und in der Schweiz, wie die Sibyllen und Propheten in der Chiesa collegiata dei Santi Pietro e Stefano von Bellinzona (1661) und die Stuckarbeiten in der Pfarrkirche von Laino (1664–1667). In seiner Heimatstadt schuf Barberini auch die Statue des Heiligen Victor, die im gleichnamigen Oratorium aufbewahrt wird, sowie die Statuen des Heiligen Rochus und Heiligen Sebastian, die sich in der Pfarrkirche befinden.
Im Jahr 1666 hielt er sich in Cremona auf, wo er in der Kirche Sant’Agostino Hochreliefs mit Episoden aus der Passion Jesu in der gleichnamigen Kapelle und die zwölf Statuen der Patriarchen und Propheten im Kirchenschiff schuf. Zwischen 1667 und 1669 reiste er nach Wien, um die Ausschmückung der Servitenkirche vorzunehmen, die er später zwischen 1680 und 1682 vollendete.
In den Jahren 1680–1683 war Barberini auch in Oberösterreich tätig: Unter der Leitung von Giovanni Battista Colomba stuckierte er die Stiftskirche von Stift Kremsmünster und gestaltete deren Fassade. Auch den Hochaltar der Jesuitenkirche in Linz (Alter Dom) realisierte er, wiederum in Zusammenarbeit mit G.B. Colomba.
1672 schuf er die 8 Statuen der Stifter im großen Treppenhaus des Albergo dei Poveri in Genua, während er 1674 die Innenfassade des Palazzo Valenti Gonzaga in Mantua gestaltete. 1675 begann er mit den Arbeiten an den Orgeln und dem Hochaltar der Basilika San Petronio in Bologna. 1678 ging er nach Mantua zurück, um den Hochaltar der Kirche der Santissima Trinità zu realisieren, und kehrte 1683 für die Dekoration des Palazzo Sordi zurück.
1687 kehrte er in die Schweiz zurück, um Stuckarbeiten im Castel San Pietro und Putten und Dekorationen in zwei Kapellen der Stiftskirche in Bellinzona auszuführen. Aus demselben Jahr stammt auch das Gewölbe in der Kirche Santa Cecilia in Como. Weitere Werke aus den folgenden Jahren werden ihm zwischen Como (Chiesa dell’Annunciata) und Vicenza (Palazzo Trissino) zugeschrieben, aber diese Zuschreibungen sind unsicher.
Er starb zwischen Ende 1691 und Anfang 1692 und nicht 1666, wie eine Inschrift in der Kirche von Sant’Agostino in Cremona fälschlicherweise besagt.

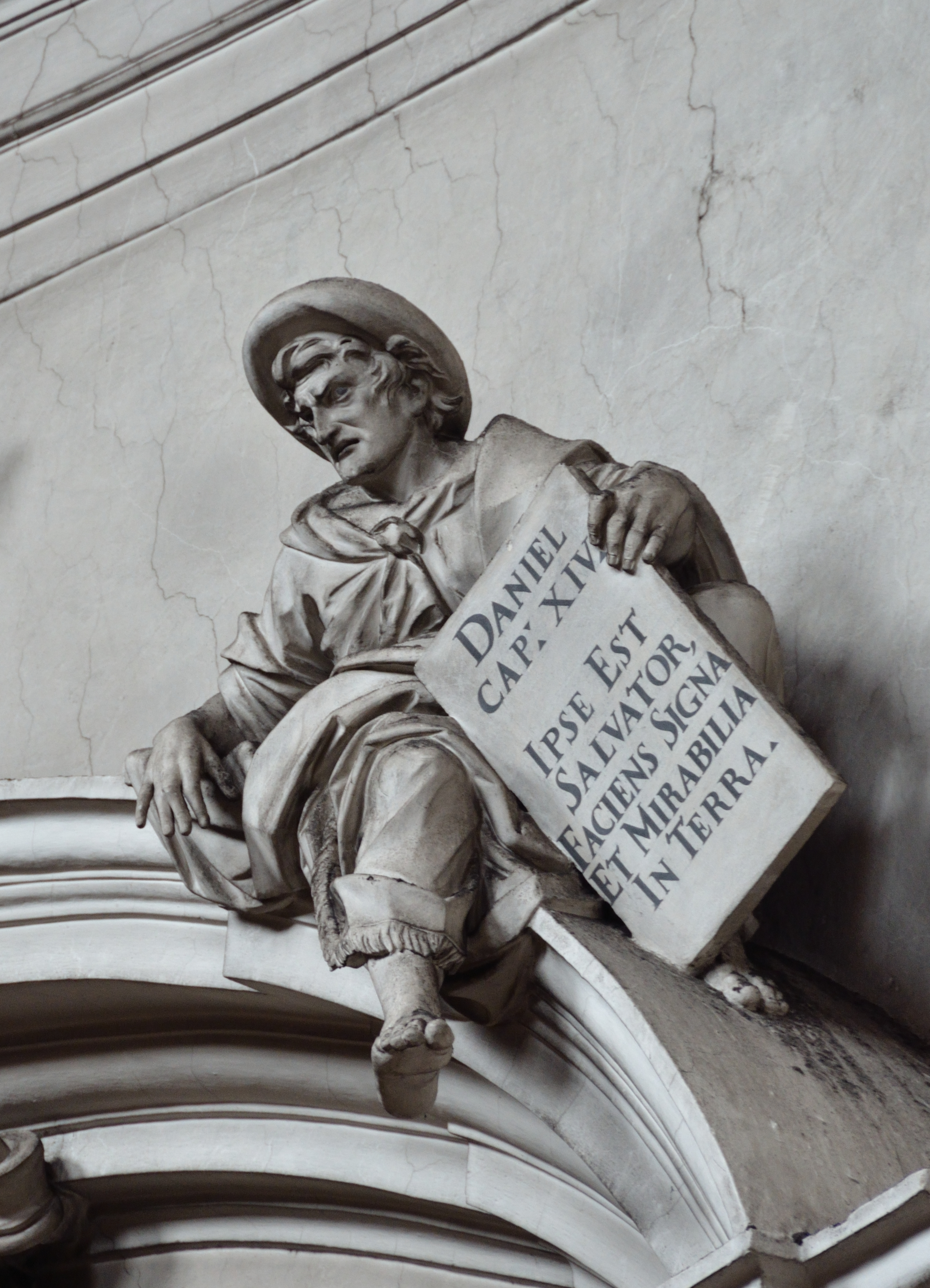
Daniel, Wien, Servitenkirche
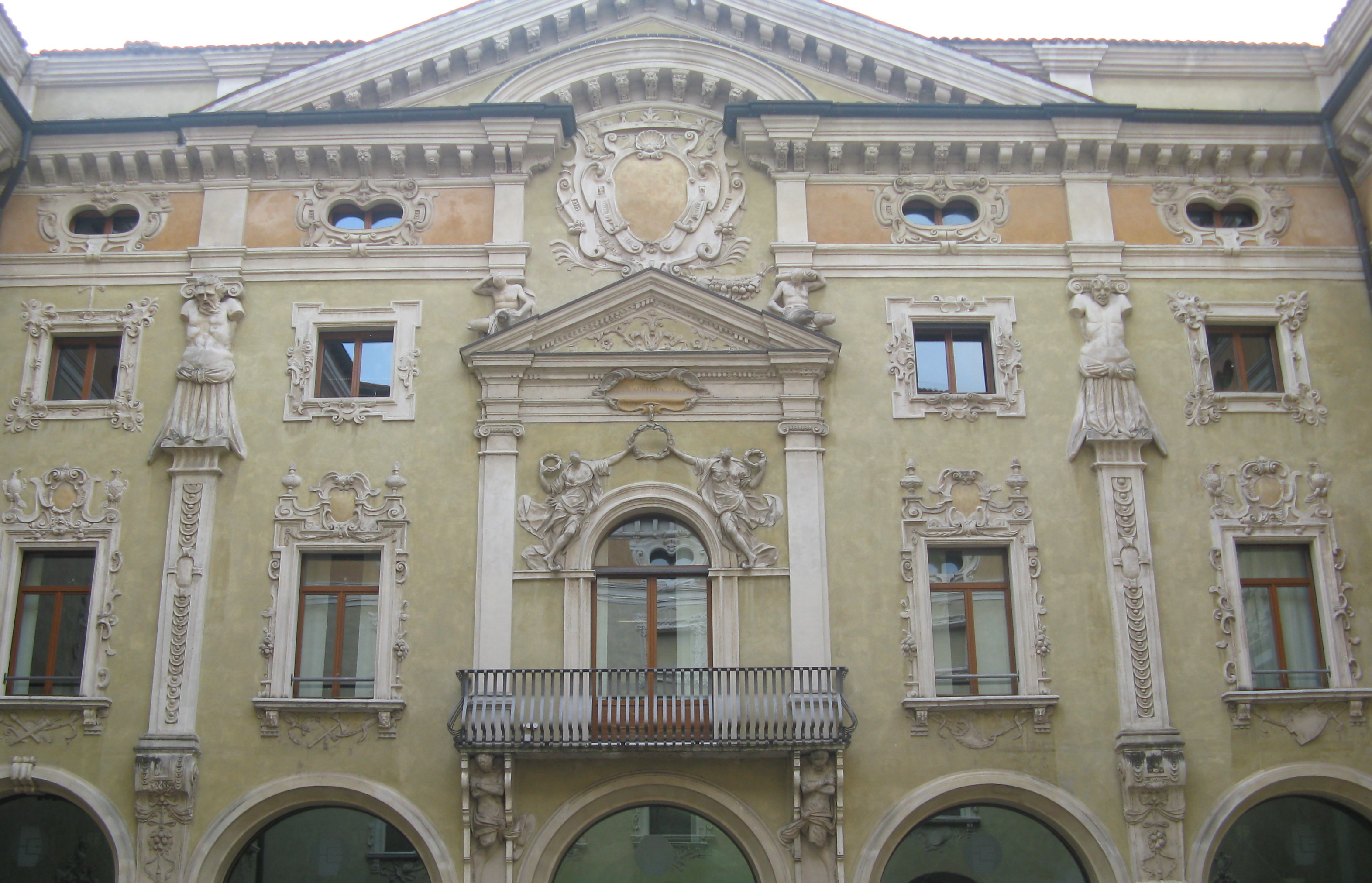
Palazzo Valenti, Mantua
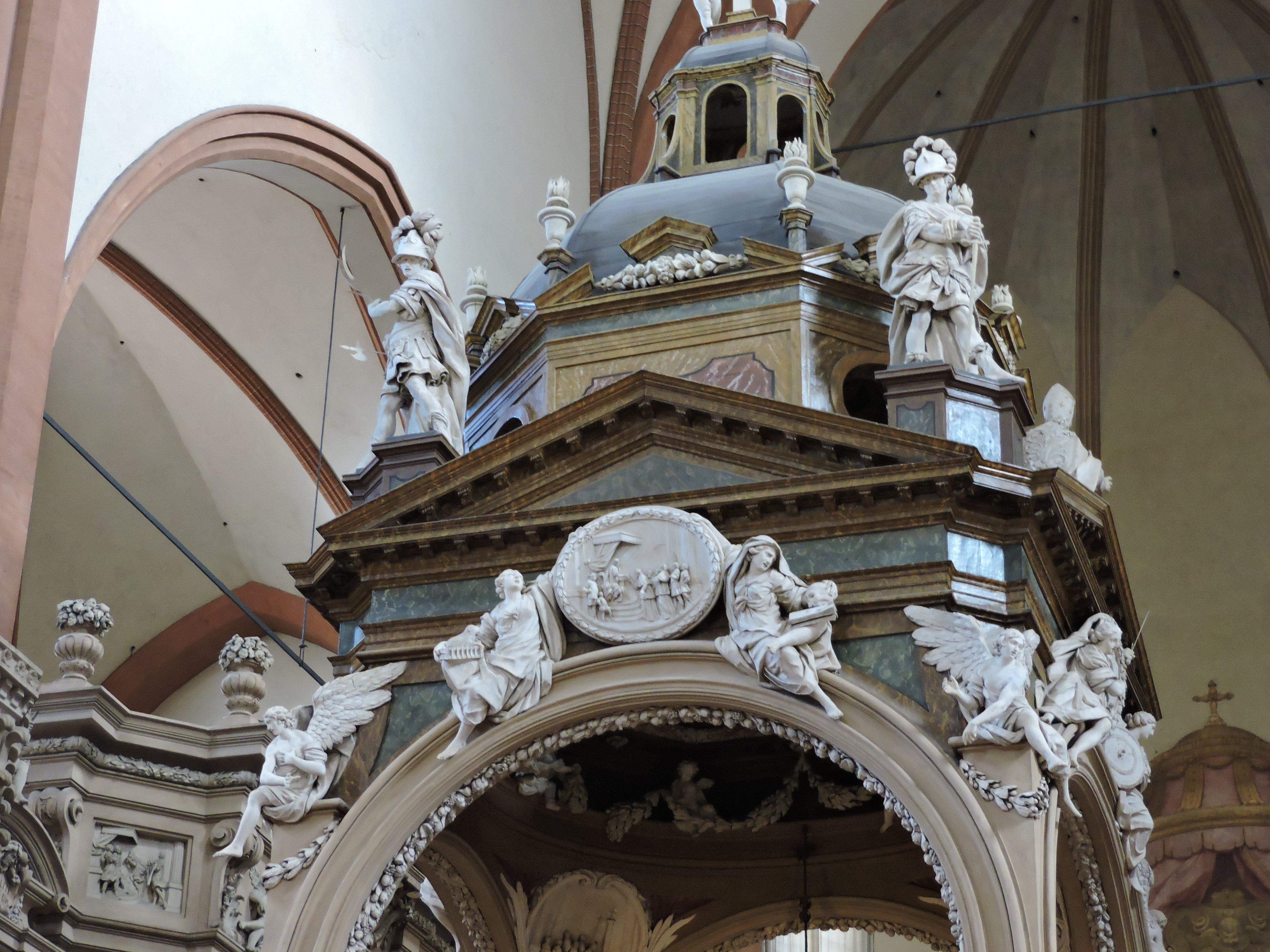
Ziborium, Basilika San Petronio, Bologna